# Melaleuca diosmifolia
Melaleuca diosmifolia (angl. Green Flowered Myrtle) je rostlina pocházející z jihozápadní Austrálie a hojně rostoucí v okolí města Albany. Je to keř se vzpřímenými větvemi dorůstající výšky až 3 m. Listy jsou eliptické, vstřícně postavené, křižmostojné, dlouhé až 1 cm a obsahují aromatický olej identický s olejem tea tree, získávaným z druhu kajeput střídavolistý (Melaleuca alternifolia). Zelené květy jsou uspořádány do 5 cm dlouhého květenství, který se podobá kartáči na láhve. Kvete na jaře a počátku léta. Roste v pobřežních oblastech v mělkých písčitých půdách s příměsí jílu, často mezi výchozy podloží. V kultuře je využívána pro atraktivní olistění a květy. Na půdu není náročná, ale je citlivá na mráz. Snáší tvarování a je vhodná do živých plotů.